# Dactylochelifer gobiensis
Dactylochelifer gobiensis es una especie de arácnido del orden Pseudoscorpionida de la familia Cheliferidae. Presenta dos subespecies: D. g. gobiensis y D. g. major.

## Distribución geográfica
Se encuentra en Mongolia.